# Utagava Kunijosi
Utagava Kunijosi (japánul: 歌川国芳, eredeti nevén: Ugisza Maguszaburo; 1798. január 1. – 1861. április 14.) az ukijo-e festészeti technika egyik képviselője, az Utagava iskola tagja. Az ukijo-e a 18. században alakult ki, az iskola pedig a 19. században jött létre. Több festőiskola is működött az országban, de az egyik legismertebb és legbefolyásosabb az Utagava volt. A hagyomány szerint a növendékek felvették az iskolájuk nevét, így lett ő is Utagava. Mestere Utagava Tojokuni volt.

## Élete és munkássága

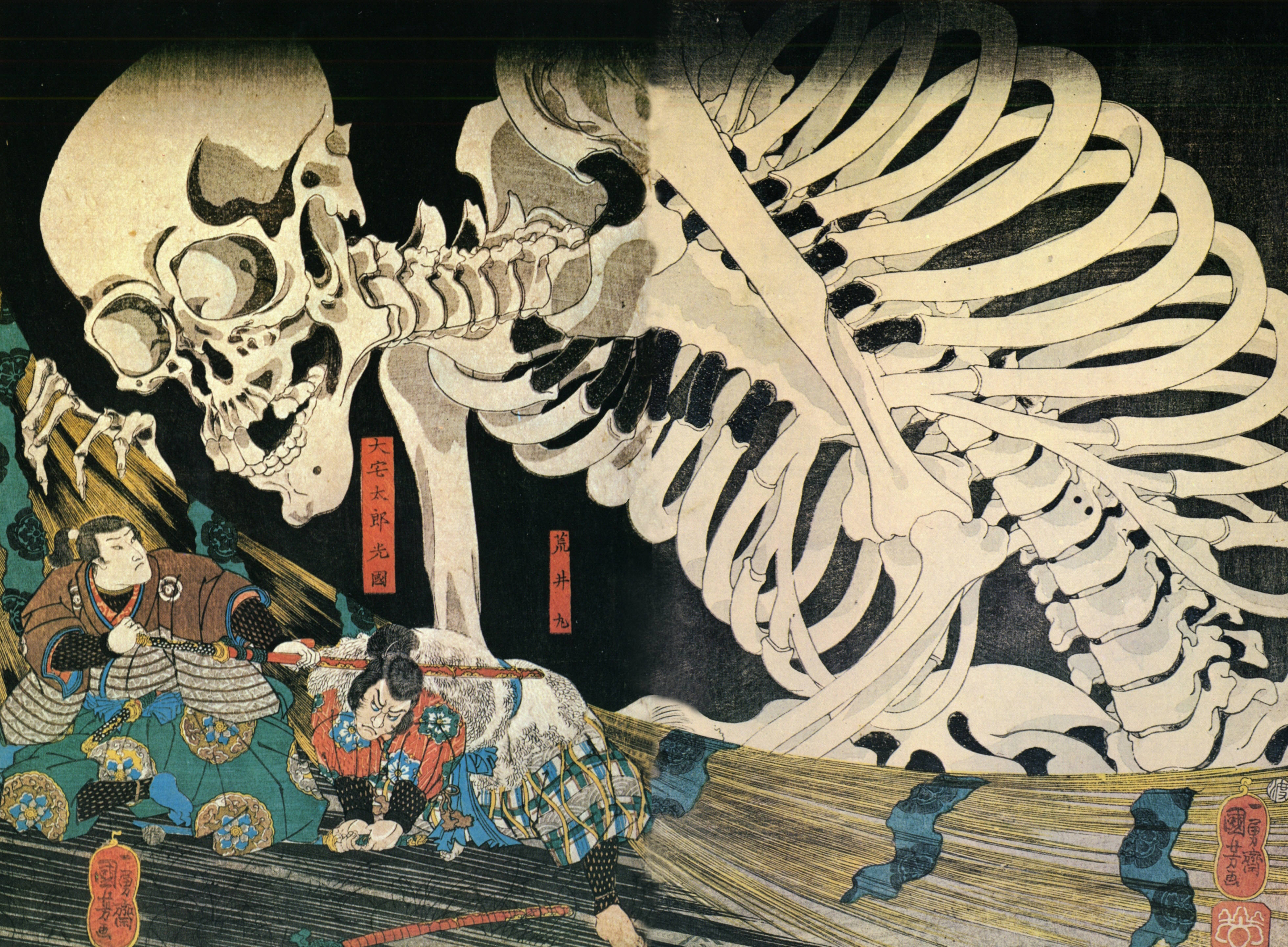
Takijasa, a boszorkány és a csontváz kísértet

Kunijosi édesapja a selyemfestő Janagija Kicsiemon volt, és már nagyon fiatalon kapcsolatba került a művészettel. Már hét-nyolc éves korában felkeltették az érdeklődését az ukijo-e képek, így tizenkét éves kora környékén belépett az Utagava iskolába, amelyet akkor Utagava Tojokuni vezetett. Bár a mester nagyon meg volt elégedve vele, és előkelő helyet foglalt el az iskolában, 1814-ben úgy döntött, hogy otthagyja a közösséget, és önállóan folytatja munkáját. Ekkor még nem érte el a várva várt sikereket, tatamik eladásával próbálta fenntartani magát. Ebben az időszakban könyvillusztrációkat, női portrékat és kabuki színészek képeit készítette. Az igazi áttörés 1827-ben történt meg, amikor megfestette a kínai klasszikus, a Szuikoden ezernyolc harcosáról készült képsorozatát. Ettől kezdve egyre több történelmi témájú alkotás került ki a műhelyéből, például a Heike monogatariról vagy a genpei háborúban egymás ellen harcoló Minamoto és Taira családról. Ezeket a nyomatokat, amelyek harcosokat ábrázoltak „musa-e”-nek nevezték. Azonban 1841 és 1843 között a Tenpó reformok betiltották a színészek és kurtizánok ábrázolását, ami Kunijosi művészetében karikatúrákhoz vezetett. Azzal, hogy továbbra is színészek és kurtizánok képeit készítette el, csak kiforgatva, ezzel egyúttal a sógunátust is kritizálta döntéséért. Emellett egyre inkább került előtérbe a természet, tájképeket és állatokat is nagy számban festett. Az évtized vége felé azonban újból elkezdett portrékat készíteni, bár még mindig érezhető volt rajta a paródia, ugyanis a színészeket gyakran cserélte fel például macskákra.

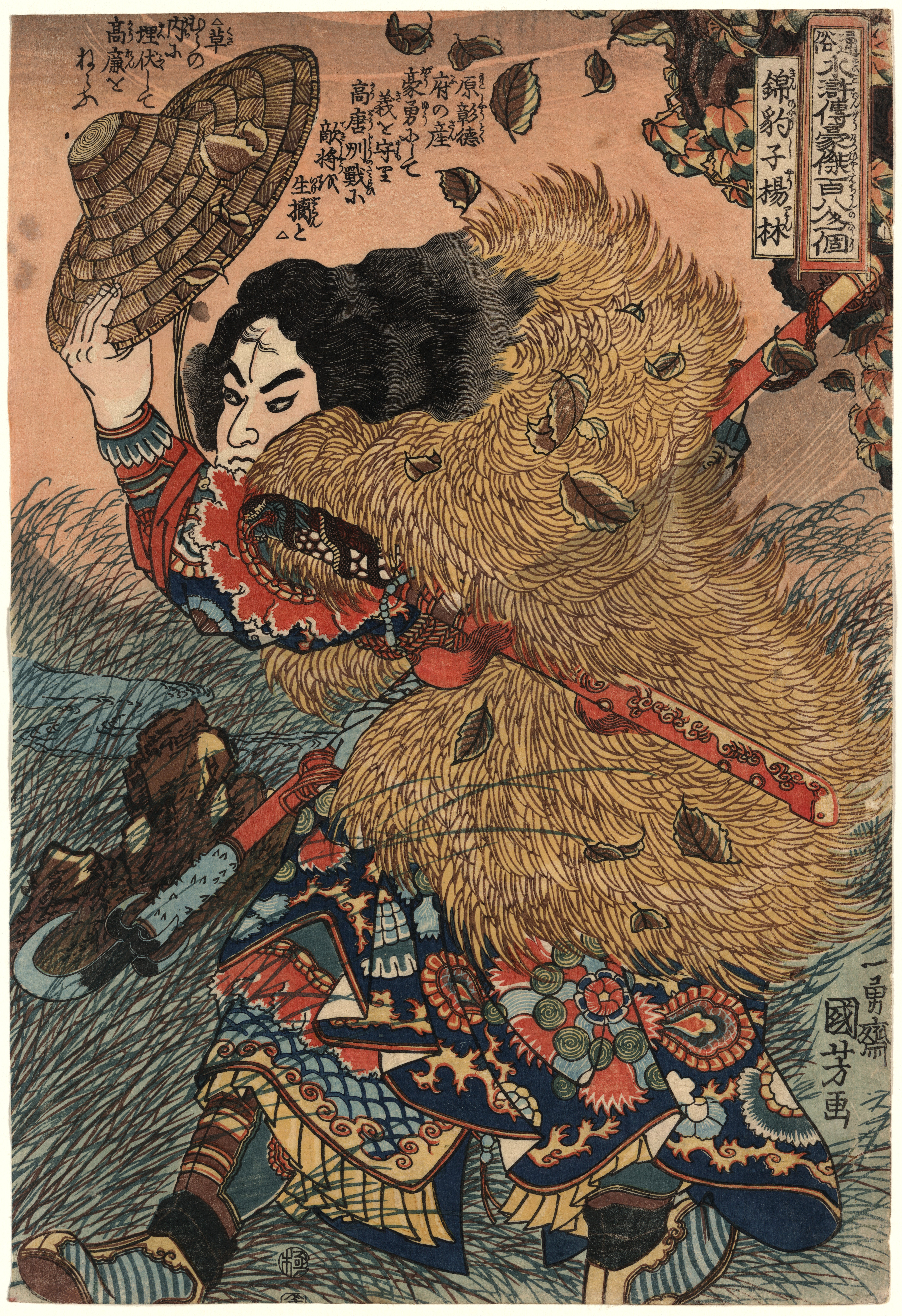
Jang Lin, a Szuikoden egyik hőse

Karrierje 1856-ban tört kerékbe, amikor is teste bénulást szenvedett el, amelytől alig tudta már mozgatni a végtagjait. Bár az alkotást nem hagyta abba, de munkái már nem voltak a régiek. 1861 április 14-én hunyt el otthonában.

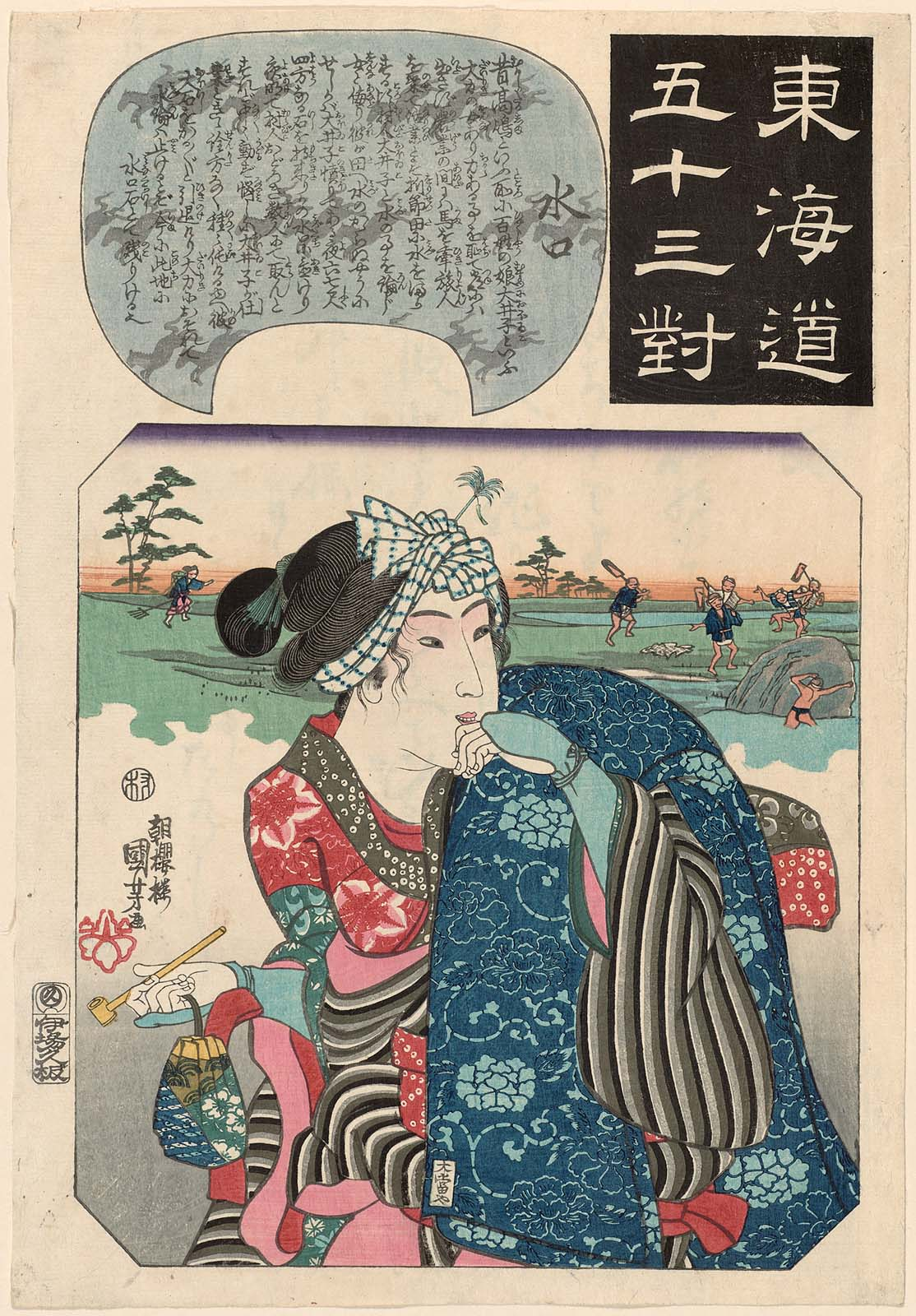
A Tókaidó útvonal 53 állomását, Minakucsit ábrázoló sorozatának egyike egy heroikus női karakterrel

Stílusa forradalmi volt, mind a mai napig egyedi. Később visszatért az Utagava iskolába tanítani, és számos neves diák mestere lett, köztük érdemes megemlíteni Jositosit, akit a fadobozos nyomtatás utolsó nagymesterének tartanak. Kunijosi volt az, aki megteremtette a harcosábrázolást, és érdekesség az is, hogy nemcsak férfiakat, de női hősöket is festett, amely különösen egyedi volt.